# ژول کلونو
ژول کلونو (فرانسوی: Jules Clévenot‎; ۲۰ اوت ۱۸۷۶ – ۱۱ سپتامبر ۱۹۳۳) بازیکن واترپلو اهل فرانسه بود.
وی در مسابقات کشوری و بین‌المللی در مجموع برندهٔ ۱ مدال برنز شده‌است.